# Остеома
Остео́ма — поодинока пухлина з компактної чи спонгіозної кісткової тканини або з обидвох цих тканин водночас, що частіше зустрічається в нижній щелепі.
Губчасті остеоми мають чіткі контури, кулясту, овоїдну чи грибоподібну форму, правильну будову, ззовні оточені кортикальною капсулою, локалізуються на лінгвальній поверхні в зоні премолярів, молярів, у нижній щелепі мають широку основу у вигляді ніжки, у верхній щелепі — ніжка тонка. Компактні остеоми також частіше візуалізуються в нижній щелепі, мають кулясту форму, високу щільність, мають вигляд однорідної маси, потребують диференціації з системними, зокрема диспластичними, процесами.